# 库尔德斯坦共产党
库尔德斯坦共产党（缩写为KKP）是土耳其的一个非法的共产主义政党。该党成立于1982年，作为土耳其共产主义劳动党在土耳其库尔德斯坦地区的分支（在1982年以前，土耳其共产主义劳动党就已建立“库尔德斯坦自治组织”）。1990年，库尔德斯坦共产党成为独立的政党。该党在纲领中宣称将致力于建立“库尔德斯坦社会主义人民共和国”。该党的一些成员，例如希南·奇夫蒂于雷克，在2011年参与创建合法组织自由和社会主义党。
该党的领袖是穆罕默德·巴兰。该党的主要出版物是《库尔德斯坦之声》。该党在德国设有一个委员会。该党是库尔德自由和民主联盟的成员。

库尔德斯坦共产党党旗